# Щуровська-Росиневич Платоніда
Платоні́да Іванівна Щуро́вська-Росиневич, Платоніда Щуровська-Россіневич (6 квітня 1893, Посухівка, Черкащина — 1973) — українська диригентка, учениця Олександра Кошиця. Субдиригентка Української республіканської капели Олександра Кошиця під час його турне по Європі, опісля диригентка українських хорів у Празі й Подєбрадах.

## Життєпис
Походить зі священницької родини. У Київській єпархіальній жіночій школі працювала регенткою церковного хору школи. Закінчила Київську консерваторію. Була помічницею диригента Української республіканської капели. У Празі Платоніда Щуровська залишилася продовжити музичне навчання.
Викладала у Празькій державній консерваторії і в Українському високому педагогічному інституті імені Михайла Драгоманова. Невдовзі доля пов'язала її з підполковником армії УНР Миколою Росиневичем. У УВПІ була на посаді провідної педагогині (доцентки) музично-педагогічного відділу протягом його існування (1923–1933), також виконувала функції заступниці декана — продеканеси. Вела клас хорового співу та дириґування деякий час очолювала клас сольного співу, також викладала інтонацію, гармонію, контрапункт. Серед найвідоміших учнів Щуровської-Росіневич — український дириґент Микола Колесса, музикознавець та диригент Павло Маценко (Канада). Уроки дириґування брав у неї відомий бандурист Василь Ємець. Крім того, готувала молодих дириґентів в учительській семінарії на Закарпатті (1934–1937). Упорядкувала збірку хорових творів для триголосних шкільних хорів, що видана в Ужгороді в 1936 році.
Диригувала українським театральним хором в Ужгороді. Деякий час (1937–1945) П. Щуровська-Росиневич керувала хором Української реформованої реальної гімназії у Ржевницях біля Праги.
У 1934 році Центральне Товариство Союзу Українок у Львові запросило її для дириґування збірним жіночим хором на Жіночому Конґресі у Станиславі (1934), проте польський уряд не дав їй візи, так як боявся національно спрямованої діяльності Щуровської-Россіневич.
З приходом радянських військ у Чехословаччину Микола Росиневич був арештований органами СМЕРШ та вивезений до Києва, де загинув.
Платоніда Щуровська-Росиневич виїхала за кордон, на похорони сестри у Англію. Потім переїхала у США, де померла у 1973 році. Похована на українському цвинтарі святого Андрія, Саут-Баунд-Брук, США.